# Elahuizen
 (octobre 2018).
Si vous disposez d'ouvrages ou d'articles de référence ou si vous connaissez des sites web de qualité traitant du thème abordé ici, merci de compléter l'article en donnant les références utiles à sa vérifiabilité et en les liant à la section « Notes et références ».
Elahuizen (en frison : Ealahuzen) est un village de la commune néerlandaise de De Fryske Marren, situé dans la province de Frise.

## Géographie
Le village est situé dans le sud de la Frise, sur la rive sud-est du lac Fluessen.

## Histoire
Elahuizen est un village de la commune de Hemelumer Oldeferd avant le 1er janvier 1984, puis de Gaasterlân-Sleat avant le 1er janvier 2014, où elle est supprimée et fusionnée avec Lemsterland et Skarsterlân pour former la nouvelle commune de De Friese Meren, devenue De Fryske Marren en 2015.

## Démographie
Le 1er janvier 2018, le village comptait 345 habitants.